# Ямжа
Ямжа — река в России, протекает по Великоустюгскому району Вологодской области. Левый приток реки Стрига (иногда Ямжа рассматривается как левый приток Хаймы).

## География
Река Ямжа берёт начало в елово-берёзовых лесах у границы с Архангельской областью. Течёт на юго-восток. Устье реки находится у деревни Нокшино в 1 км по левому берегу реки Стрига. Длина реки составляет 48 км. Площадь водосборного бассейна — 162 км².
Через реку Ямжа перекинуто 3 моста (2 автомобильных и 1 железнодорожный).

## Данные водного реестра
По данным государственного водного реестра России относится к Двинско-Печорскому бассейновому округу, водохозяйственный участок реки — Северная Двина от начала реки до впадения реки Вычегда, без рек Юг и Сухона (от истока до Кубенского гидроузла), речной подбассейн реки — Сухона. Речной бассейн реки — Северная Двина.
Код объекта в государственном водном реестре — 03020100312103000013460.